# Могила милиционеров, погибших при исполнении служебных обязанностей

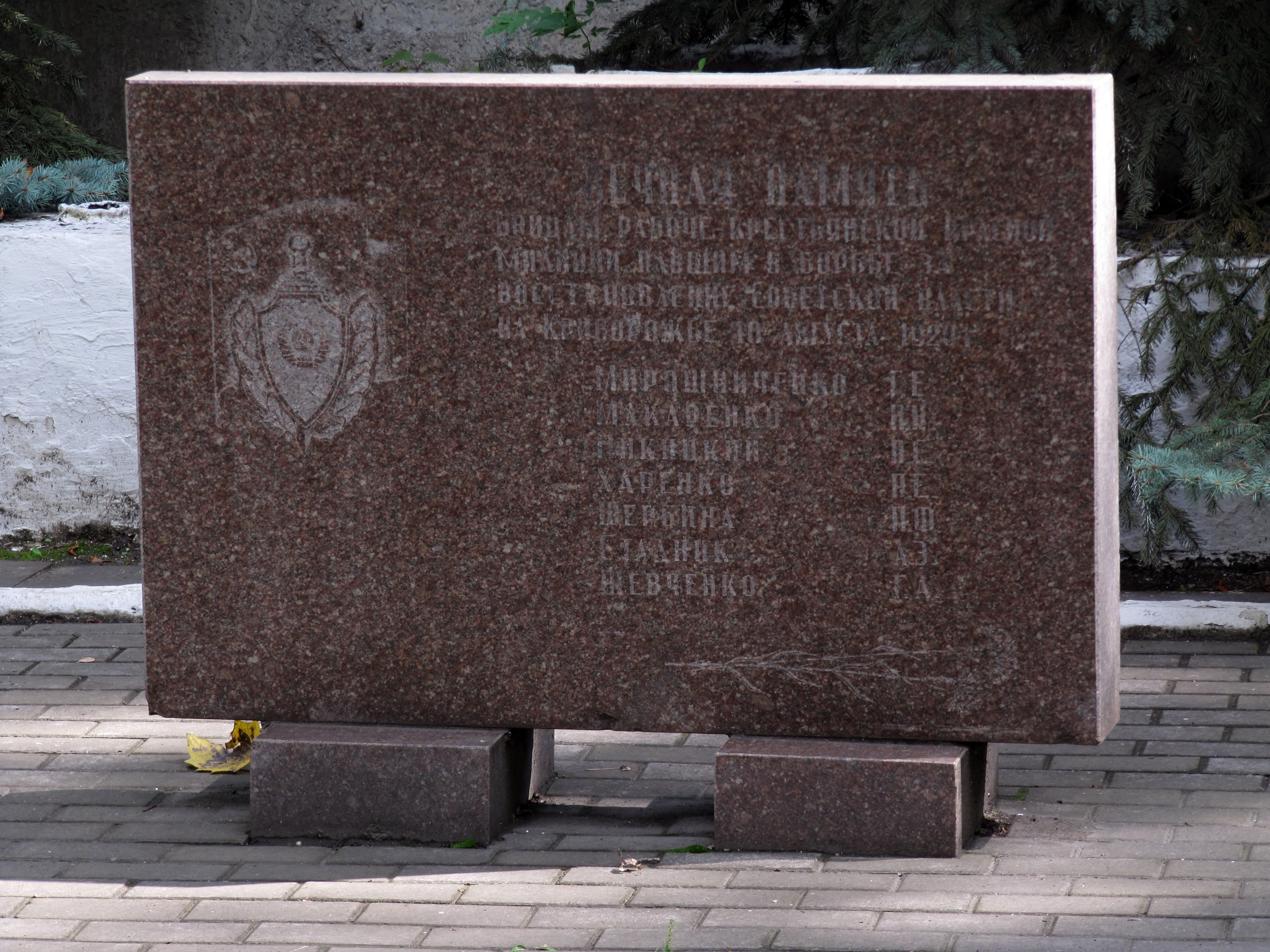

Могила милиционеров, погибших при исполнении служебных обязанностей — памятник истории в Долгинцевском районе города Кривой Рог Днепропетровской области.

## История
В ночь с 19 на 20 августа 1920 года при исполнении служебных обязанностей подразделение рабоче-крестьянской милиции Кривого Рога в районе посёлка Лозоватка попало в засаду и было окружено военными армии УНР. После сдачи в плен милиционеры после пыток были расстреляны, а их тела сброшены в заброшенный колодец. По словам очевидца, раненого милиционера Павла Быкова, было определено место гибели. Тела перевезены в Кривой Рог. Часть погибших забрали родственники из близлежащих сёл. Семь человек были похоронены в братской могиле на кладбище Черногорки: начальник конной милиции Григорий Мирошниченко, заместитель начальника конной милиции Иван Макаренко, рядовые милиционеры Павел Никицкий, Порфир Харенко, Павел Щербина, Антин Стадник, Гавриил Шевченко.
В конце 1970-х — начале 1980-х годов кладбище на Черногорке попало под городскую застройку и возникла угроза потери захоронения первых милиционеров Кривбасса. 28 декабря 1988 года решением Криворожского горисполкома № 336 прах 7 милиционеров в мае 1989 года был перезахоронен в сквере на территории Долгинцевского районного отдела внутренних дел по улице 50-летия Советской армии (ныне улица Леонида Бородича).

## Характеристика
Представляет собой прямоугольную стелу из красного гранита размером 1,2×1,8 м, установленную на двух пилонах.
Слева на стеле выгравирована контррельефная эмблема органов внутренних дел СССР, справа — 12-строчная надпись на русском языке с именами похороненных.